# Lispe orientalis
Lispe orientalis este o specie de muște din genul Lispe, familia Muscidae, descrisă de Christian Rudolph Wilhelm Wiedemann în anul 1824. Conform Catalogue of Life specia Lispe orientalis nu are subspecii cunoscute.